# Песошин Олексій Валерійович
Олексій Валерійович Песошин (рос. Алексей Валерьевич Песошин; нар.. 9 грудня 1963, Казань, Татарська АРСР, Російська РФСР, СРСР) — російський державний і політичний діяч. Прем'єр-міністр Республіки Татарстан з 17 квітня 2017 року.
Майстер спорту з регбі. Кандидат фізико-математичних наук (1993).

## Біографія
Народився 9 грудня 1963 року в Казані. У 1986 році закінчив Казанський державний університет імені В. І. Ульянова-Леніна (інженер-механік), після чого працював в університеті науковим співробітником.
У 1995—2000 роки працював в ЖЕУ № 79 «Житлопобутсервіс» Радянського району Казані (спеціаліст, заступник головного інженера, начальник), у 2000—2007 рр. — у ВАТ «Казанський завод газової апаратури — Веста» (заступник директора, головний інженер, з 2002 — генеральний директор). У 2007 році — заступник генерального директора ЗАТ ХК «Золотий колос» — директор ТОВ «Керуюча компанія „Надволзька продовольча корпорація“».
З 2007 року — на державній службі: глава адміністрації Радянського району виконавчого комітету муніципальної освіти Казані, заступник керівника виконавчого комітету муніципальної освіти Казані (2010), керівник виконавчого комітету муніципальної освіти Казані (2010 — січень 2014).
З 10 січня 2014 року — в уряді Республіки Татарстан: перший заступник Прем'єр-міністра, з 17 квітня 2017 — Прем'єр-міністр Республіки Татарстан.

## Нагороди
- Медаль «За заслуги у проведенні Всеросійського перепису населення» (2002)
- Медаль «У пам'ять 1000-річчя Казані» (2005)
- Медаль «За доблесну працю» (2009, Татарстан)
- Медаль ордена «За заслуги перед Вітчизною» II ступеня (2009)
- Орден Пошани (2019)

## Наукова діяльність
У 1993 році захистив кандидатську[⇨] дисертацію.

### Вибрані праці
- Голованов А. И., Песошин А. В., Тюленева О. Н. Современные конечно-элементные модели и методы исследования тонкостенных конструкций. — Казань: Каз. гос. ун-т, 2005. — 440 с. — 125 экз. — ISBN 5-98180-139-5.
- Песошин А. В. Численное и численно-экспериментальное исследование тонкостенных конструкций на основе метода конечных элементов: Автореф. дис. … канд. физ.-мат. наук. — Казань, 1993. — 17 с.